# InuYasha: Toki o Koeru Omoi
InuYasha: Sentimentos que Transcendem o Tempo (映画犬夜叉 時代を越える想い, Eiga Inuyasha: Toki o Koeru Omoi, lit. "InuYasha o Filme: Toques de Afetos Através do Tempo") é um filme de animação de 2001 dirigido por Toshiya Shinohara e escrito por Katsuyuki Sumisawa É o primeiro dos quatro filmes da série InuYasha. Foi lançado no Japão em 15 de dezembro de 2001 entre os episódios 54 e 55 e nos Estados Unidos em 7 setembro de 2004.

## Enredo
O Pai de InuYasha selou um poderoso demônio da China chamado Menomaru há 200 anos. Agora, um fragmento da jóia de quatro almas deu liberdade a Menomaru, permitindo que ele escapasse de sua prisão. O demônio busca vingança em InuYasha por ter sido aprisionado. Menomaru e seus dois servos: Hari e Ruri travam uma batalha contra o grupo. Logo, Sango e Miroku se ocupam da dupla de servos e Kagome fica contra InuYasha, já que ela caiu no controle do mau.
Há 300 anos antes das guerras civis, havia um malvado youkai que se chamava Menomaru. Menomaru tinha uma ambição que era invadir o Japão e dominá-lo no entanto seus planos foram frustrados por InuTaysho (pai de InuYasha e Sesshoumaru que foi chamado para ajudar nas invasões do oeste e acaba lutando com Menoumaru depois de uma intensa batalha Inu-Taysho acaba derrotando Menomaru e o lacra em uma árvore da "floresta sem retorno". Porém quando a jóia de quatro almas é fragmentada acidentalmente por Kagome um dos fragmentos cai nesta floresta que acaba destruindo o lacre de Menomaru que desperta movido pelo desejo de vingança. Menomaru se alia a duas garotas poderosas chamadas Ruri e Hari elas raptam Kirara e a dominam, elas acabam lutando contra Miroku e Sango. InuYasha vai lutar contra Menoumaru mas esse youkai não tinha planos de lutar com InuYasha e sim de raptar Kagome e também a controla fazendo ela lutar contra InuYasha até a morte.
Enquanto todos estão ocupados Menomaru usa a alma das pessoas para ficar mais forte, Miroku tem que lutar contra seu próprio buraco do vento pois Ruri copia seu ataque mas Miroku sai vencedor da luta. Sango estava tendo problemas para enfrentar Hari pois tinha que lutar contra sua companheira de batalha isso mesmo, contra Kirara mas como o laço de amizade das duas fala mais alto e Kirara se livra do controle mental e junto com Sango derrota Hari. Já InuYasha não teve a mesma sorte pois Kagome acaba lacrando ele na árvore sagrada (pois estava sendo controlada por Menomaru). Depois de tê-lo lacrado, Kagome quebra o controle mental e lamenta ter lacrado InuYasha. Kagome encontra Kikyou que a manda de volta para sua era, pois Menomaru se alimentava da alma das pessoas e a era de Kagome estava perdendo o seu calor ou seja se tornando mais fria. Depois dessa explicação, Kikyou empurra Kagome com toda sua força no Poço Come-Ossos e Kagome volta para sua casa, que está totalmente fria e nevando.
Kagome volta para sua casa muito deprimida por ter lacrado InuYasha mesmo contra sua vontade, mas a força do amor fala mais alto, Kagome começa a ouvir InuYasha por meio da árvore sagrada ela fica feliz pois InuYasha está vivo. Ele pede que ela volte para Era Feudal, mas o poço estava fechado devido a magia de Menomaru. Então Kagome pega uma flecha antiga de seu avó, que estava rezando junto com Souta para que parasse de nevar, e atira a flecha contra o posso, conseguindo assim passar. Chegando na Era Feudal, ela encontra InuYasha e o abraça pedindo desculpas e, depois desse momento, eles vão ao encontro de Miroku e Sango para destruir Menomaru.

## Elenco
- Estreia: 15 de Dezembro de 2001
- Diretor: Toshiya Shinohara
- Roteiro: Katsuyuki Sumisawa
- Música: Kaoru Wada
- Desenho dos Personagens: Hideyuki Motohashi & Yoshihito Hishinuma
- Tema: "No More Words"

Letras de: Ayumi Hamasaki, Composta por: CREA + D-A-I, Arranjo de: Naoto Suzuki + tasuku, Performada por Ayumi Hamasaki
Notas: O trabalho anterior do diretor Shinohara inclui o Lupin III - Memory of Blaze - Tokyo Crisis, Especial de TV tal como Gundam Wing que ele trabalhou com Sumisawa e Kaoru Wada que se juntou a eles a partir do programa de TV.
- InuYasha - Kappei Yamaguchi [2]
- Myōga - Kenichi Ogata
- Hachi - Toshihiko Nakajima
- Menomaru - Tomokazu Seki
- Ruri - Hekiru Shiina
- Hari - Tomoko Kawakami
- Sota Higurashi - Akiko Nakagawa
- Mãe de Kagome e Sota - Asako Dodo
- Avô de Kagome e Sota - Katsumi Suzuki